# Julian Lauenroth
Julian Lauenroth (* 6. Januar 1992) ist ein deutscher Handballspieler.

## Karriere
Lauenroth begann das Handballspielen beim Halstenbeker TS. In der B-Jugend schloss sich der damalige Hamburger Landesauswahlspieler dem TuS Esingen an und wechselte in der A-Jugend zum THW Kiel. Neben der A-Jugend lief der Linkshänder beim THW Kiel für die 2. Herrenmannschaft in der 3. Liga auf. Im Jahre 2011 schloss er sich dem Drittligisten SV Henstedt-Ulzburg an. Mit dem SVHU stieg Lauenroth 2012 in die 2. Bundesliga auf. In der Saison 2016/17 tritt der SV Henstedt-Ulzburg als HSG Nord HU an. In der Spielzeit 2017/18 stand er beim VfL Lübeck-Schwartau unter Vertrag. Anschließend beendete Lauenroth seine Profi-Karriere und ist als Handballschiedsrichter in der 3. Liga aktiv. Ab der Saison 2018/19 lief er für den Hamburgligisten HTS/BW96 auf. Seit dem Sommer 2022 steht er im Kader des SH-Ligisten MTV Lübeck. Mit dem MTV Lübeck stieg er 2023 in die Oberliga auf, die ein Jahr später in Regionalliga umbenannt wurde.
Lauenroth trainierte in der Saison 2018/19 die B-Jugend beim MTV Lübeck.

## Privates
Seine Mutter war als Turnerin in der Bundesliga aktiv. Sein Vater spielte Handball in der Regionalliga.